# Denis Vernant

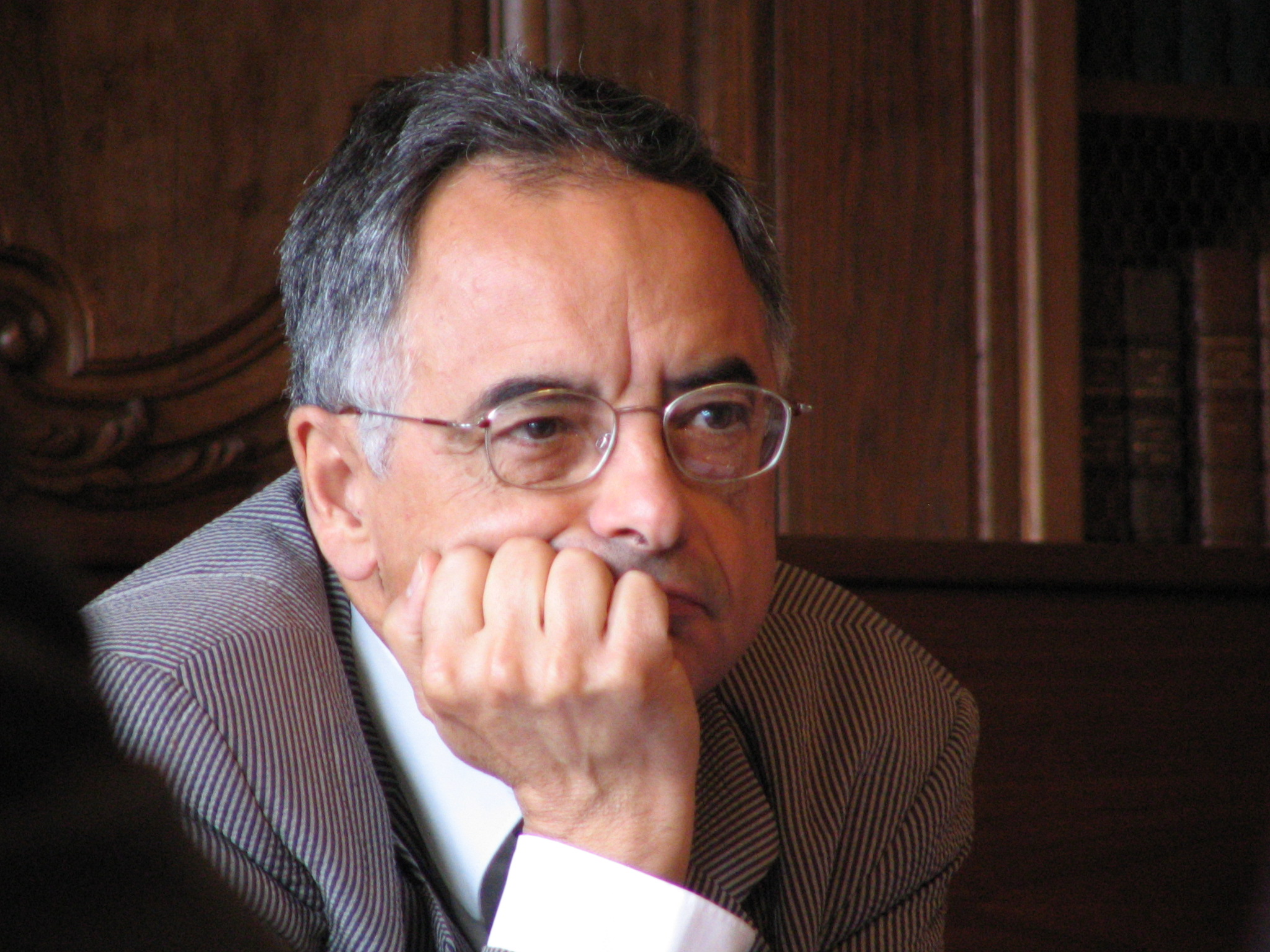
Denis Vernant, wrzesień 2006

Denis Vernant (ur. w 1948 w Ravensburgu) – francuski filozof i logik, profesor filozofii na uniwersytecie Pierre Mendès France w Grenoble. 
Denis Vernant jest specjalistą w dziedzinie logiki i jej historii, filozofii języka, działania i prakseologii. Przez wiele lat zajmował się nieznaną we Francji filozofią matematyki Bertranda Russella, co sprawiło, że zainteresował się pracami Stanisława Leśniewskiego, czytelnika Principia Mathematica. Obecnie pracuje nad kwestiami związanymi z pragmatycznymi aspektami dyskursu, a także nad prakseologią. 

## Publikacje

### Monografie
- Introduction à la philosophie de la logique, coll. Philosophie et langage, Bruxelles, Mardaga, 1986.
- La Philosophie mathématique de Russell, Paris, Vrin, 1993.
- Du Discours à l'action, études pragmatiques, Paris, PUF, 197 pages, 1997.
- Introduction à la logique standard, Paris, Flammarion, coll. Champs-Université n° 3027, 2001.
- Bertrand Russell, Paris, Garnier-Flammarion, 2003.
- Discours & Vérité, approches pragmatique, dialogique et praxéologique de la véridicité, Paris, Vrin, 2009.
- Introduction à la philosophie contemporaine du langage, Paris, Armand Colin, 2011.

### Monografie napisane z innymi autorami
- (z Viviane Huys) L'Indisciplinaire de l'art, Paris, Puf, 2012.
- (z Marie-Dominique Popelard) Les grands courants de la philosophie des sciences, Paris, Seuil, coll. Mémo, n°58, 1997.
- (z Marie-Dominique Popelard) Éléments de logique, Paris, Seuil, coll. Mémo, n° 101, 1998.

### Redaktor merytoryczny
- Du dialogue au texte : autour de Francis Jacques (z Françoise Armengaud i Marie-Dominique Popelard), Paris, Éd. Kimé, 2003
- Le formalisme en question : le tournant des années trente (z F. Nefem), Paris, J. Vrin, 1998
- Stanisław Leśniewski aujourd'hui, (z D. Miévillem) n° 16 Recherches sur la philosophie et le langage, Paris, Vrin, 1995.
- Du Dialogue, n° 14 Recherches sur la philosophie et le langage, Paris, Vrin, 1992.